# تازوطة (تازوطة)
تازوطة هي إحدى مشيخات المملكة المغربية، تتبع جغرافيا لإقليم صفرو وإداريًا لتازوطة. يقدر عدد سكانها بـ 5745 نسمة حسب الإحصاء الرسمي للسكان والسكنى لسنة 2004.